# 单座苣苔
单座苣苔（学名：Metabriggsia ovalifolia）为苦苣苔科单座苣苔属下的一个种。

## 扩展阅读
- 維基物種上的相關：单座苣苔